# Chigallia simplex
Chigallia simplex är en insektsart som beskrevs av Rauno E. Linnavuori och Delong 1977. Chigallia simplex ingår i släktet Chigallia och familjen dvärgstritar. Inga underarter finns listade i Catalogue of Life.